# Conchita Alcaide Rodríguez
Pour les articles homonymes, voir Alcaide et Rodríguez.
Alcaide  Rodríguez est un nom espagnol. Le premier nom de famille, en général paternel, est Alcaide ; le second, en général maternel, souvent omis, est Rodríguez.
Conchita Alcaide Rodríguez, née à Aracena en 1939 et morte le 11 mai 1980 à Barcelone, est une chanteuse folk espagnole.

## Biographie
Dans sa jeunesse andalouse, dans la province de Huelva, elle rejoint la ville de Barcelone pour se consacrer à sa passion, la musique. Elle chante alors dans les bars barcelonais accompagnée de sa guitare. Elle y rencontre le comédien Eugeni Jofra i Bafalluy, avec lequel elle se marie et avec qui elle fonde le duo musical Els dos (Les deux, en catalan).
En 1968, le duo concourt au 2e festival de Villancicos Nuevos de Pampelune avec une leur production, Repica el tambor. Ils terminent finalistes du concours.  
L'année suivante naît leur premier enfant, Gerard.
Le duo fait partie des candidats, avec notamment Nino Bravo, pour représenter l'Espagne en 1970 au Concours Eurovision, avec la chanson Balada du maderero. Cependant, c'est Julio Iglesias qui est choisi avec le célèbre morceau Gwendolyne. 
Conchita meurt prématurément d'un d'un cancer du sein en 1980. 

## Postérité
Elle demeure l'une des artistes symboliques de la Transition démocratique.
En 2023, le cinéaste David Trueba réalise le film Saben aquell, sur la vie d'Eugenio. Le rôle de Conchita est joué par l'actrice Carolina Yuste, prix Gaudí en 2023 et Prix Sant Jordi du cinéma de la meilleure actrice.